# Graniczna Placówka Kontrolna Radoszyce

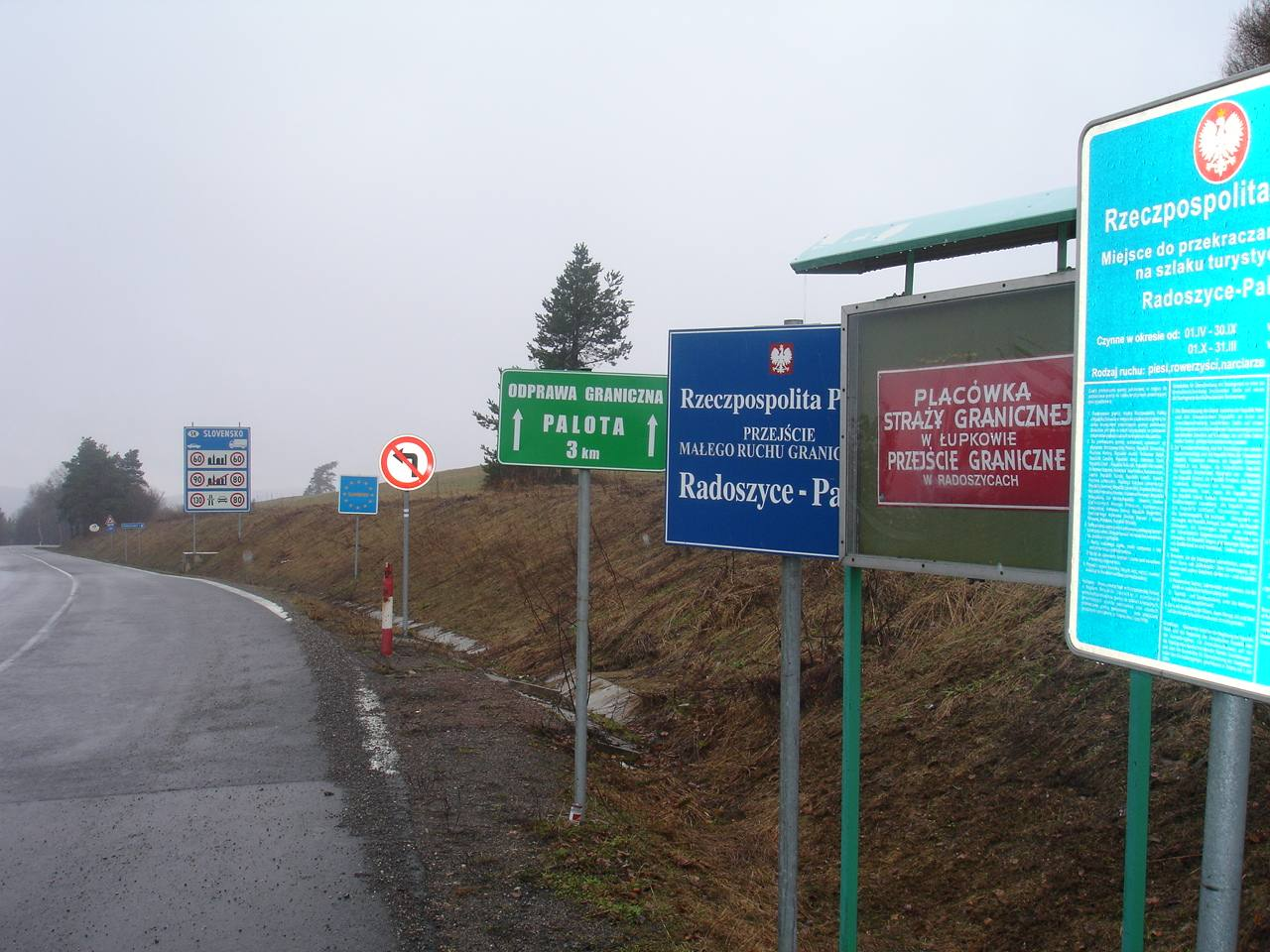
Przejście graniczne Radoszyce-Palota (zdjęcie z 2007), obecnie zlikwidowane

Graniczna Placówka Kontrolna Radoszyce – zlikwidowany pododdział Wojsk Ochrony Pogranicza wykonujący kontrolę graniczną osób, towarów i środków transportu bezpośrednio przejściu granicznym na granicy państwowej z Czechosłowacją.

## Formowanie i zmiany organizacyjne
W październiku 1945 Naczelny Dowódca WP nakazywał sformować na granicy państwowej 51 przejściowych punktów kontrolnych. Graniczna Placówka Kontrolna Radoszyce powstała w 1945 jako Przejściowy Punkt Kontrolny Radoszyce (PPK Radoszyce) nr 31 drogowy III kategorii o etacie nr 8/12 . Obsada PPK składała się z 10 żołnierzy i 1 pracownik cywilny w strukturach 9 Oddziału Ochrony Pogranicza.
W okresie 1946–marzec 1947 Przejściowy Punkt Kontrolny Radoszyce był w strukturach 8 Rzeszowskiego Oddziału WOP w Przemyślu.
W marcu 1947 sformowano Krośnieńską Komendę WOP w Krośnie w skład której został włączony PPK  Radoszyce.
W latach 1948–1950 Graniczna Placówka Kontrolna Radoszyce nr 41 (drogowa) była strukturach 41 samodzielnego batalionu WOP w Krośnie.

## Podległe przejście graniczne
- Radoszyce-Palota (drogowe).